# ジョハン・エストゥピニャン
ジョハン・エストゥピニャン（じょはん・えすとぅぴにゃん、2003年 - ）は、コロンビアの男性ムエタイ選手。バジェ・デル・カウカ県サンティアゴ・デ・カリ出身。JCFFernandez/Team CSK所属。

## 来歴
2024年5月：ONEデビュー戦で日本の大森功太選手をわずか27秒でKO勝利。
2024年9月：ONE 168にてショーン・クリマコ選手に2ラウンドTKO勝利。
2024年10月：ONE Fight Night 25でザカリア・エル・ジャマリ選手に2ラウンドKO勝利。
2025年1月：ONE 170でジョハン・ガザリ選手に3ラウンド判定勝利。
2025年6月7日：ONE Fight Night 32で内藤大樹選手に3ラウンド判定負け。

## 人物
エストゥピニャン選手は、2021年のIFMAムエタイ世界選手権で優勝するなど、アマチュア時代から実績を積んできた。また、彼の双子の兄弟であるジョーダン・エストゥピニャン選手もONE Championshipで活躍していて、兄弟揃って注目を集めている

## 戦績

### ムエタイ
| キックボクシング 戦績 | キックボクシング 戦績 | キックボクシング 戦績 | キックボクシング 戦績 | キックボクシング 戦績 | キックボクシング 戦績 | キックボクシング 戦績 |
| --------------------- | --------------------- | --------------------- | --------------------- | --------------------- | --------------------- | --------------------- |
| 28 試合               | (T)KO                 | 判定                  | その他                | 引き分け              | 無効試合              |                       |
| 26 勝                 |                       |                       |                       | 0                     | 0                     |                       |
| 2 敗                  | 0                     | 2                     | 0                     | 0                     | 0                     |                       |

| 勝敗 | 対戦相手             | 試合結果             | 大会名                                  | 開催年月日    |
| ×    | 内藤大樹             | 3R終了 判定0-2       | ONE Fight Night 32                      | 2025年6月7日  |
| ○    | ジョハン・サガリ     | 3R終了 判定3-0       | ONE 170: Tawanchai vs. Superbon 2       | 2025年1月24日 |
| ○    | ザカリア・ジャマリ   | 2R 1:07 KO           | ONE Fight Night 25: Nicolas vs.Eersel 2 | 2024年10月5日 |
| ○    | ショーン・クリマコ   | 2R 1:28 TKO          | ONE 168: Denver                         | 2024年9月6日  |
| ○    | ザファー・シャイック | 3R終了 判定3-0       | ONE 167: Tawanchai vs. Nattawut 2       | 2024年6月8日  |
| ○    | 大森弘太             | 1R 0:27 KO           | ONE Friday Nights 64                    | 2024年5月24日 |
| ○    | アニソン・ガビリア   | 3R 2:39 TKO (パンチ) | Naciones MMA 8                          | 2022年7月22日 |
| ×    | アニソン・ガビリア   | 3R終了 判定1-2       | LFC: Incognito Fights                   | 2022年3月31日 |